# فلسفه معاصر
فلسفهٔ معاصر دوره کنونی در تاریخ فلسفه غرب است که آغاز آن در پایان قرن نوزدهم است که با حرفه‌ای‌گری رشته و پیدایش فلسفه‌های تحلیلی و قاره‌ای همراه است. عبارت «فلسفه معاصر»، اصطلاحی فنی در فلسفه است که مفهوم آن دوره خاصی در تاریخ فلسفه غرب است. غالباً این عبارت، با فلسفه مدرن (که دال بر دوره‌ای پیشتر در فلسفه غرب است)، و فلسفه پسامدرن (که دال بر نقدهای فیلسوفان قاره‌ای بر فلسفه مدرن است) و کاربرد غیرفنی این عبارت که بر هر اثر فلسفی متأخر دلالت می‌کند، اشتباه می‌شود.